# Přání k narozeninám
Přání k narozeninám je česká filmová komedie režisérky Marty Ferencové, která se také společně s Adamem Dvořákem podílela na scénáři. Hlavní dějová linka pojednává o babičce Líbě, která slaví kulaté narozeniny, během oslav se však strhne lavina neočekávaných událostí. Film volně navazuje na film Přání Ježíškovi z roku 2021.
V hlavních rolích se objevili Eva Holubová, Jaroslav Dušek, Veronika Khek Kubařová, Tomáš Klus, Igor Orozovič a Jaroslav Plesl. Ústřední píseň filmu, s názvem Štěstí, nazpíval Tomáš Klus se svou kapelou. Film se natáčel v letních měsících roku 2021 v Praze.
Film měl premiéru v českých kinech 19. ledna 2023.

## O filmu
Film, dějově navazující na film Přání Ježíškovi, líčí, jak se zvrtne oslava kulatých narozenin babičky Líby. Její syn Petr se rozhodne předstírat nemoc, aby nemusel přijít na oslavu. Vše ale dopadne úplně jinak a celá rodina se vydá na dobrodružnou cestu.

## Obsazení
| Eva Holubová           | Libuška                                 |
| Jaroslav Dušek         | Arnošt, manžel Libušky                  |
| Igor Orozovič          | Petr, syn Libušky a Arnošta             |
| Tomáš Klus             | Lukáš, Petrův přítel                    |
| Matěj Hádek            | Karel, syn Libušky a Arnošta            |
| Simona Babčáková       | Simona, Karlova manželka                |
| Veronika Khek Kubařová | Veronika Stránská, sestra Lukáše        |
| David Švehlík          | MUDr. David Stránský, exmanžel Veroniky |
| Jaroslav Plesl         | Ing. Richard Kvíčala, Veroničin přítel  |
| Jiří Maryško           | policista                               |
| Jakub Uličník          | revizor                                 |
| Valentýna Bečková      | Klára Stránská, dcera Veroniky a Davida |
| Jakub Barták           | Jan Stránský, syn Veroniky a Davida     |
| Nico Klimek            | Adam, syn Karla a Simony                |